# Xuanhan

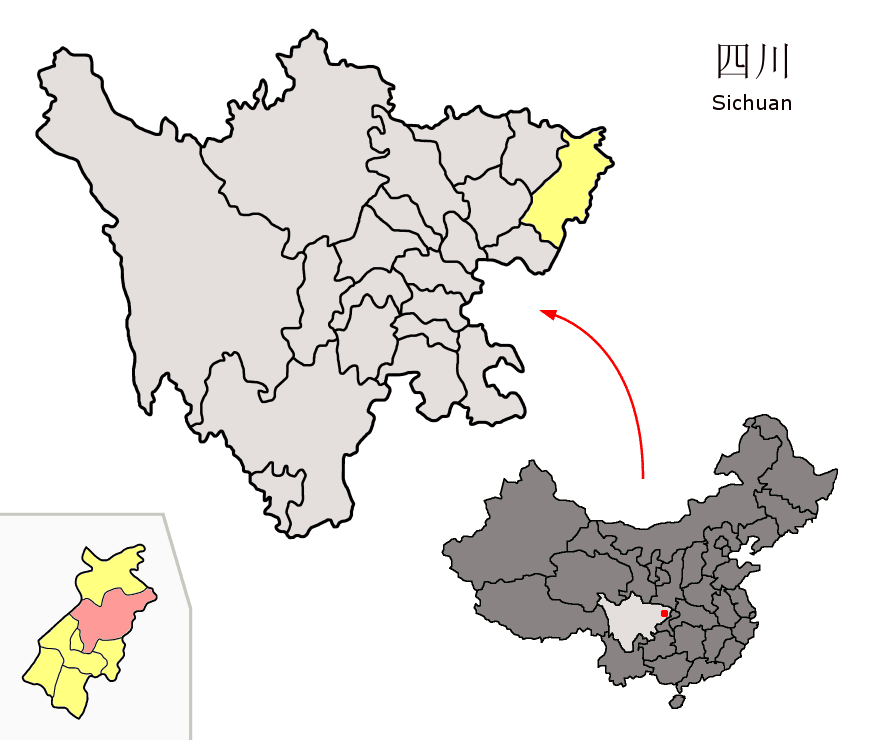
Lage des Kreises Xuanhan (rosa) auf dem Gebiet von Dazhou (gelb).

Xuanhan (chinesisch 宣汉县, Pinyin Xuānhàn Xiàn) ist ein Kreis der bezirksfreien Stadt Dazhou in der chinesischen Provinz Sichuan. Die Fläche beträgt 4.271 Quadratkilometer und die Einwohnerzahl 954.090 (Stand: Zensus 2020). 1999 zählte Xuanhan 1.133.189 Einwohner.
Die Luojiaba-Stätte (Luojiaba yizhi 罗家坝遗址) der alten Ba-Kultur steht seit 2001 auf der Liste der Denkmäler der Volksrepublik China (5-103).